# I retur
I retur är ett samlingsalbum av Turid, utgivet på Silence Records (SRSCD 3629) 2004. Albumet gavs ut på CD.
Samlingen sammanställdes av Anders Lind, Eva Wilke och Turid. Låtarna hade remastrats av Lind. Skivans konvolut innehöll text skriven av Turid och Jan Hammarlund.

## Låtlista
1. "Song" – 4:27
2. "Den gamla vanliga historien" – 2:45
3. "Klagovisa" – 0:38
4. "Om snällhet" – 2:38
5. "Tom i bollen" – 3:56
6. "Bilder" – 1:45
7. "På tredje dagen uppståndna" – 6:09
8. "Stjärnor och änglar" – 6:54
9. "Välkomme-hus" – 2:48
10. "Ödegårdar" – 6:42
11. "Nyckelbanepigevisa" – 1:21
12. "Sometimes I Think Age Is a Treasure" – 3:50
13. "Låt mig se dig" – 8:10
14. "Vargen" – 4:05
15. "Shri Ram" – 1:25
16. "Vakna mitt barn" – 2:41
17. "Visa om imperialismens taktik" – 5:41
18. "Och sommarn kom" – 1:34
19. "Crystal Shade of Loneliness" – 2:44
20. "Tintomaras sång (i Kolmården)" – 3:00
21. "Vittras vaggvisa" – 3:50

### Fotnoter
1. 1 2  ”I retur”. Discogs.com. http://www.discogs.com/Turid-Turid-I-Retur/release/3377738. Läst 26 januari 2013.